# Kollegi
Kollegi (russisk: Коллеги) er en sovjetisk spillefilm fra 1962 af Aleksej Sakharov.

## Medvirkende
- Vasilij Livanov som Sasja Zelenin
- Vasilij Lanovoy som Aleksej Maksimov
- Oleg Anofrijev som Vladka Karpov
- Nina Sjatskaja som Inna
- Tamara Sjomina som Dasja Gurjanova